# Toma Garai
Toma Garai (* 27. Mai 1935 in Arad, Siebenbürgen, Rumänien; † 30. Januar 2011 in Los Angeles) war ein US-amerikanischer Schachkomponist ungarischer Herkunft, der in Siebenbürgen aufwuchs. In den Vereinigten Staaten wohnte er in Van Nuys, einem Stadtteil von Los Angeles, unter dem Namen Thomas C. Garai.
Seit 1987 war er Internationaler Preisrichter für Schachkomposition für Hilfsmatt. Im Jahr 1996 verlieh ihm die PCCC den Titel eines Großmeisters für Schachkomposition.

## Veröffentlichungen
- Chess Problems of the Same Kind; 208 Selected Helpmate Three-Movers. Selbstverlag, Kalifornien 1994.